# Andy Panigada
Andrea Panigada, detto Andy (Milano, 18 dicembre 1963), è un chitarrista e produttore discografico italiano, noto per essere il chitarrista storico e membro fondatore della band thrash metal italiana Bulldozer.

## Biografia

### Gli inizi
Andrea Panigada nacque nel 1963 e passò la sua infanzia a Milano. Nel 1975 iniziò ad appassionarsi alla musica rock, e acquistò la sua prima chitarra, prendendo lezioni dal pianista Sergio Bassi. Nel 1978 decise di lasciare da parte lo strumento, continuando comunque a seguire la scena hard rock ed heavy metal di quegli anni. Dopo aver visto alcuni concerti, nel 1980 decise di riprendere in mano lo strumento, iniziando quindi a suonare in alcune band metal locali. Nello stesso anno conobbe il bassista Dario Carria e il batterista Erminio Galli, che stavano cercando un chitarrista per formare un gruppo. Andrea accettò la proposta, e venne formata la prima incarnazione dei Bulldozer. I tre riuscirono a registrare due pezzi su un nastro, ma a causa degli scarsi fondi non riuscirono a pubblicarli. Nel 1982 Andrea fu costretto poi a prendere parte al servizio militare obbligatorio, e la band si sciolse. Nel 1983 Andrea conobbe Alberto Contini, in arte A.C. Wild, cantante milanese, con il quale stinse una forte amicizia. I due iniziarono a frequentarsi, arrivando nel 1983 ad esibirsi dal vivo, suonando cover dei Motörhead, insieme al batterista Rob Cabrini.

### La nascita dei Bulldozer
Nel 1984 Andrea fu contattato da Carria e Galli, che gli proposero di riformare i Bulldozer. Il chitarrista accettò, portando con sé anche AC Wild come cantante. I 4 pubblicarono nello stesso anno un EP di 2 tracce, Fallen Angel/Another Beer..., e iniziarono a esibirsi in manifestazioni locali. Nel 1985 Carria e Galli, a causa di contrasti con i loro genitori, lasciarono il gruppo; Galli fu sostituito da Don Andras, mentre il basso fu suonato dallo stesso A.C.Wild. I 3 allora inviarono un demo promozionale alla Roadrunner Records, e ottennero un contratto, riuscendo a pubblicare il 1º album della band, The Day of Wrath, nello stesso anno, prodotto da Algy Ward dei Tank. L'album fu molto apprezzato nell'ambiente metal, pur essendo ancora troppo immaturo. L'anno successivo la band incise e pubblicò il secondo album, The Final Separation.

### Il successo
La band iniziò a diventare molto apprezzata in Italia, ma tuttavia, AC Wild, non avendo un passaporto, non era in grado di viaggiare fuori dall'Italia, e ciò penalizzò il gruppo, che fu abbandonato dall'etichetta. In seguito a ciò, anche il batterista lasciò i Bulldozer, e la band scelse come suo sostituto Rob "k" Cabrini. Ottenuto un nuovo contratto dalla Discomagic, la band pubblicò il suo terzo album, IX, nel 1987. Lo stile aveva raggiunto una sonorità molto più matura e più vicina al death metal che al thrash metal degli esordi, e ciò riscontrò un ottimo successo. Nel 1988 la band iniziò a lavorare ad un nuovo album, ma nello stesso anno l'ex bassista Dario Carria si tolse la vita, gettando i membri del gruppo nello sconforto. L'album, pubblicato a novembre dello stesso anno dalla Metal Master Records, fu intitolato Neurodeliri e fu dedicato all'amico scomparso. L'album riscosse un grande successo, e permise alla band di suonare fuori dall'Italia, tra cui anche in uno storico concerto nel 1989 in Polonia, pubblicato poi su cd nel 1990.

### La crisi, l'EP Dance Got Sick e lo scioglimento
Nel 1990, però, la band entrò in un periodo di grave crisi, in cui il batterista Rob "K" decise di uscire dalla band per trasferirsi in America. I Bulldozer rimasero quindi in un periodo di pausa (dove Andy suonò le tastiere per i Death SS apparendo sull'album Heavy Demons), che durò fino al 1992 quando, tornato Rob "K", la band pubblicò un EP sperimentale in collaborazione con il rapper Dr. D.O.P.E., Dance Got Sick. L'EP si rivelò un flop a livello commerciale, essendo troppo distante dallo stile del gruppo, ma inaspettatamente fu anche un ampio successo in Giappone, dove una versione entrò nel circuito Techno, creando un crossover tra Metal e Techno che fu in seguito copiato da altri gruppi tra cui i Prodigy. Ciò aggravò i rapporti tra i singoli membri della band, che si sciolse poco dopo.

### L'attività come produttore
In seguito allo scioglimento dei Bulldozer, Andrea fu contattato da Steve Sylvester nel 1993 che gli chiese di prendere parte alle registrazioni del suo disco solista Free Man. Dopo di che, iniziò a lavorare ad un ipotetico album solista con lo stesso Steve ma, abbandonato quasi subito il progetto, decise di lavorare prevalentemente come produttore discografico. Inizialmente si limitò a produrre dischi metal, ma successivamente decise di lavorare su dischi di genere eurobeat e techno, talvolta partecipando attivamente in studio componendo e suonando basi. Verso la fine degli anni '90, però, stancatosi del mercato musicale, decise di ritirarsi a vita privata, cessando ogni attività musicale. Durante il corso degli anni nonostante ciò apparì diverse volte come ospite a concerti o su dischi di alcuni gruppi, come Longobardeath e Necrodeath.

### Il ritorno e la reunion dei Bulldozer
Nel 2008, Andrea si recò ad un concerto del gruppo thrash metal milanese Death Mechanism, e gli fu proposto di apparire ad alcuni loro concerti come ospite. Dopo questa breve esperienza, il chitarrista partì per il Giappone, dove incontrò AC Wild. Dopo aver discusso a lungo, i due decisero di riformare i Bulldozer dopo ben 16 anni di inattività, e di iniziare a registrare un nuovo disco. Come nuovo batterista fu scelto proprio Emanuele "Manu" Collato, batterista dei Death Mechanism. Il nuovo album della band, Unexpected Fate, fu pubblicato nel giugno del 2009, e vantava la collaborazione di svariati ospiti, tra cui Jennifer Batten, Kiko Loureiro, Billy Sheehan e i due chitarristi dei Labyrinth, Olaf Thorsen e Anders Rain. Lo stesso anno la band assemblò una nuova line up dal vivo per esibirsi ad una serie di concerti, che comprende il secondo chitarrista Giulio "Ghiulz" Borroni, il bassista Simone Fossato, già nei Death Mechanism (sostituito nel 2011 da Alessandro Pozza, anch'egli nei Death Mechanism) e il figlio di Contini alle tastiere. Il gruppo è tutt'oggi attivo e partecipa frequentemente a festival e a manifestazioni di livello internazionale.

## Discografia

### Con i Bulldozer
- 1984 - Fallen Angel (EP)
- 1985 - The Day of Wrath
- 1986 - The Final Separation
- 1987 - IX
- 1988 - Neurodeliri
- 1990 - Alive in Poland (Live)
- 1992 - Dance Got Sick! (EP)
- 2009 - Unexpected Fate
- 2021 - Heretic (videoclip)

### Come Autore della musica
- 1991 - Death SS - Where have you gone
- 1991 - Death SS - Piece of mind
- 1991 - Death SS - Templars revenge
- 1993 - Steve Sylvester - People who live in glasshouse shouldn't throw stones
- 1997 - Death SS - Phoenix mass
- 1997 - Death SS - Baron Samedi
- 2013 - Death SS - Santa Muerte
- 2018 - Death SS - Slaughterhouse
- 2021 - Death SS - Under Satan's sun
- 2021 - Death SS - Zora
- 2021 - Death SS - Suspiria (queen of the dead)
- 2021 - Death SS - Ride the dragon
- 2021 - Death SS - Secrets

### Come ospite
- 1991 - Death SS - Heavy Demons
- 1992 - Death SS - Do What Thou Wild
- 1993 - Steve Sylvester - Free Man People who
- 2010 - Necrodeath - Old Skull Ace of spades
- 2011 - Longobardeath - Fa Balà l'Oeucc! (singolo)
- 2013 - Black Oath - Ov Qliphoth and Darkness
- 2014 - Death SS - Resurrection
- 2014 - Longobardeath - Old Time Balabiott
- 2014 - Bulldozer / Death SS - Jingle hells EP